# Sistemas de Localización en Tiempo Real
Los Sistemas de Localización en Tiempo Real (del inglés Real-time locating system o RTLS) son sistemas que identifican y rastrean automáticamente la localización de objetos o personas en tiempo real, usualmente dentro de un edificio u otra área cerrada. Tags de RTLS inalámbricos son fijados a objetos o llevados por personas, y en la mayoría de los RTLS, hay puntos fijos de referencia que reciben señales inalámbricas de los tags para determinar su posición. Ejemplos de sistemas de localización en tiempo real incluyen el rastreo de automóviles en una línea de ensamblaje, localizar pallets de mercadería en una bodega, encontrar equipamiento en un hospital, cuidado de ancianos y ubicación de criminales.
La capa física de la tecnología RTLS es usualmente alguna forma de comunicación por radiofrecuencia (RF), aunque algunos sistemas usan tecnologías ópticas (usualmente infrarrojas) o acústicas (usualmente ultrasonido) alternativamente o además de RF. Tags y puntos de referencia fijos pueden ser transmisores, receptores o ambos, lo que resulta en numerosas combinaciones tecnológicas posibles.
Los RTLS son una forma de sistemas de posicionamiento local, y usualmente no se refieren a GPS o rastreo de teléfonos móviles. La información de posición usualmente no incluye velocidad, dirección u orientación espacial.

## Origen
El término RTLS fue creado por 1998 en la feria comercial ID EXPO por Tim Harrington (WhereNet), Jay Werb (Pinpoint) y Bert Moore (Automatic Identification Manufacturers, Inc.(AIM)). Fue creado para describir y diferenciar una tecnología emergente que no solo proveía capacidades de identificación automática de tags activos de RFID, sino que también agregaba la capacidad de ver la localización en una pantalla de computador. En esta feria se mostraron por primera vez productos comerciales basados en RTLS por PinPoint y WhereNet. Aun cuando esta funcionalidad era usada desde antes por agencias de gobierno y militares, la tecnología era demasiado cara para uso comercial. A principios de los 90s, los primeros RTLS comerciales fueron instalados en tres dependencias de salud en los Estados Unidos, y estaban basadas en la transmisión y decodificación de señales infrarrojas de tags que transmitían activamente. Desde ahí, ha aparecido nueva tecnología que permite habilitar RTLS también en dispositivos pasivos.

## Conceptos de localización
RTLS son generalmente usados en áreas internas y/o confinadas, como edificios, y no proveen cobertura global como GPS. Los tags RTLS son fijados a elementos móviles que quieren ser rastreados o gestionados. Los puntos de referencia RTLS, los cuales pueden ser transmisores o receptores, están espaciados a lo largo de un edificio para proveer la cobertura deseada. En la mayoría de los casos, mientras más puntos de referencia se instalen, mayor precisión en la localización se logrará, hasta alcanzar las limitaciones de la tecnología.
Existe una gran cantidad de diseños de sistemas, todos referidos como "sistemas de localización en tiempo real", pero hay dos elementos primarios de diseño:

### Localización en puntos de estrangulamiento
La forma más simple de ubicación de puntos de estrangulamiento es cuando se reciben señales de ID de corto alcance por un único receptor fijo en una red de sensores, indicando así la coincidencia de la localización entre tag y receptor. Alternativamente, un identificador de punto de estrangulamiento puede ser recibido por el tag que se mueve, y después reenviado, normalmente por un segundo canal inalámbrico, a un procesador de localización. La precisión está normalmente definida por la esfera abarcada por el alcance del receptor o transmisor del punto de estrangulamiento. El uso de antenas direccionales, o tecnologías como infrarrojo o ultrasonido que son bloqueadas por muros de habitaciones, pueden permitir puntos de estrangulamiento de varias geometrías.

### Localización en coordenadas relativas
Las señales de identificación (ID) de un tag son recibidas por una multiplicidad de receptores en una red de sensores, y la posición es estimada usando uno o más algoritmos, tales como trilateración, multilateración o triangulación. En forma equivalente, señales de ID de muchos puntos de referencia RTLS pueden ser recibidos por un tag, y reenviados a un procesador de localización. La localización con múltiples puntos de referencia requiere que las distancias entre los puntos de referencia y la red de sensores sean conocidas, para localizar en forma precisa un tag, y la determinación de distanias se llama telemetría.
Otra forma de calcular localizaciones relativas puede usarse cuando los tags móviles se comunican entre ellos y después reenvían esa información a un procesador de localización.

### Precisión de la localización
La trilateración de RF usa distancias estimadas de múltiples receptores para estimar la localización de un tag. La triangulación RF usa los ángulos en los cuales la señal RF llega a múltiples receptores para estimar la localización de un atag. Muchas obstrucciones, como paredes, pueden distorsionar la distancia estimada y las lecturas de ángulos llevando a diferentes calidades de la estimación de la localización. La localización basada en la estimación se mide por la precisión para una distancia dada, por ejemplo 90% de precisión a 10 metros de distancia.
Los sistemas que usan tecnologías de localización y que no atraviesan paredes, como infrarrojo y ultrasonido, tienden a ser más precisas en ambientes cerrados solo porque los tags y los receptores tienen que tener línea de vista (o casi línea de vista) para poder comunicarse.

## Funcionamiento
Estos sistemas utilizan tecnología de alta frecuencia para su funcionamiento, la que permite identificar individualmente a cada uno de sus componentes. Tienen dos tipos de elementos:
- Interrogator o reader, que contiene un módulo de radio frecuencia que le permite enviar y/o recibir datos
- Transponder o dispositivo cliente, instalado en el elemento a localizar (mediante una etiqueta normalmente)

La localización mediante redes locales inalámbricas puede llevarse a cabo de diferentes maneras; la más sencilla es la basada únicamente en el punto de acceso más cercano al terminal. Este método confunde a menudo la planta del edificio, pues es fácil que la antena más cercana a un usuario ubicado en una determinada planta sea la misma que la correspondiente a un usuario situado en una planta superior, si la posición sobre el piso es similar.[cita requerida] Por otra parte la señal es vulnerable debido a las interferencias, lo que puede afectar, además de a la precisión, a la seguridad de la comunicación.[cita requerida]
Otro método de localización muy usado es TDOA (Time Difference Of Arrival) basado en técnicas de triangulación que emplea la diferencia entre los tiempos de llegada de la señal procedente del terminal móvil a distintos pares de estaciones base para calcular la posición.
Los métodos más modernos de localización se basan en motores de posicionamiento que almacenan la medida de potencia de señal en diferentes puntos del área de cobertura. La técnica, conocida como Wi-Fi mapping, arroja resultados más exactos que los métodos de triangulación celular, pero con un elevado tiempo de latencia, lo que la hace poco utilizable para aplicaciones de tiempo real.[cita requerida]
Además del método de medición, existe la necesidad de comunicar el tag con el servidor de localización. Uno de los métodos más utilizados se basa en la emisión de la información desde el tag al servidor localizador desde la conexión inalámbrica a la propia red 802.11 del punto de acceso. También se puede realizar el envío mediante otras alternativas, como el sistema ZigBee que es una tecnología de red inalámbrica con consumo de energía ultra-bajo y cumple con el estándar de 802.15.4 operando con 2,4 GHz puede transmitir hasta 250 kb / s de datos. Otras alternativas, de menor calidad utilizan extensiones CCX de Cisco que no requieren conexión IP o bien mediante otro tipo de tramas específicas. En el caso de utilizar tramas específicas, la utilización de puntos de acceso específicos es necesaria o bien "listeners" que interpreten dichas tramas específicas.

## Infraestructuras necesarias
Por lo tanto, las posibilidades de utilizar un RTLS u otro condicionarán el tipo de infraestructura física a implementar, con distintas posibilidades:
- Utilizar APs con funcionalidades de localización (ANSI 371) y clientes radio insertados en un elemento de tipo etiqueta (active & passive tags)
- Utilizar APs 802.11 o 802.15 y clientes activos de radio (active tags), capaces de aceptar un cliente software que determinará la posición del elemento
- Software de localización (cliente – servidor) que traslade la localización a un plano y que nos permita realizar determinadas operaciones de valor añadido (ejemplo: conexión a los SIS)

Una de las aplicaciones de los sistemas de localización que más perspectiva comercial está teniendo es la localización de vehículos en aquellos lugares donde GPS no funciona.[cita requerida]

## Áreas de aplicación
RTLS puede ser usado en numerosas áreas logísticas u operativas tales como:
- Localizar y gestionar activos dentro de un recinto, tales como encontrar carros de herramientas perdidos en una bodega o equipamiento médico.[2]
- Notificación de nuevos lugares, tales como la alerta si un carro de herramientas ha dejado el recinto inadecuadamente.
- Combinar la identidad de múltiples elementos ubicados en un mismo lugar, como un pallet.
- Ubicar clientes, por ejemplo en un restaurante, para llevarles comida o atenderlos.
- para mantener niveles apropiados de personal en áreas operacionales, tales como asegurarse de que los guardias están en los lugares adecuados en un recinto penitenciario
- Para contar rápida y automáticamente a todo el personal en caso de una evacuación de emergencia
- para automáticamente rastrear y marcar la hora del progreso de personas o activos a través de un proceso, como seguir el tiempo de espera de un paciente en la sala de urgencia, el tiempo utilizado en el quirófano, y el tiempo total hasta su alta médica. Un sistema así podría utilizarse para mejorar el proceso.
- Controlar que criminales se mantengan dentro o fuera de una cierta área.[2]

## Estándares

### ISO/IEC
Los temas básicos de RTLS están estandarizados por la International Organization for Standardization y la International Electrotechnical Commission, bajo la serie ISO/IEC 24730. Dentro de esta serie, el estándar básico ISO/IEC 24730-1 identifica los conceptos describiendo una forma de RTLS usada por un conjunto de fabricantes, pero no incorpora el ámbito completo de la tecnología RTLS.
Actualmente hay publicados muchos estándares:
- ISO/IEC 19762-5:2008 Information technology — Automatic identification and data capture (AIDC) techniques — Harmonized vocabulary—Part 5: Locating systems
- ISO/IEC 24730-1:2014 Information technology — Real-time locating systems (RTLS) — Part 1: Application programming interface (API)
- ISO/IEC 24730-2:2012 Information technology — Real time locating systems (RTLS) — Part 2: Direct Sequence Spread Spectrum (DSSS) 2,4 GHz air interface protocol
- ISO/IEC 24730-5:2010 Information technology — Real-time locating systems (RTLS) — Part 5: Chirp spread spectrum (CSS) at 2,4 GHz air interface
- ISO/IEC 24730-21:2012 Information technology — Real time locating systems (RTLS) — Part 21: Direct Sequence Spread Spectrum (DSSS) 2,4 GHz air interface protocol: Transmitters operating with a single spread code and employing a DBPSK data encoding and BPSK spreading scheme
- ISO/IEC 24730-22:2012 Information technology — Real time locating systems (RTLS) — Part 22: Direct Sequence Spread Spectrum (DSSS) 2,4 GHz air interface protocol: Transmitters operating with multiple spread codes and employing a QPSK data encoding and Walsh offset QPSK (WOQPSK) spreading scheme
- ISO/IEC 24730-61:2013 Information technology — Real time locating systems (RTLS) — Part 61: Low rate pulse repetition frequency Ultra Wide Band (UWB) air interface
- ISO/IEC 24730-62:2013 Information technology — Real time locating systems (RTLS) — Part 62: High rate pulse repetition frequency Ultra Wide Band (UWB) air interface

Estos estándares no estipulan ningún método específico para calcular la localización, ni el método para medirla. Esto puede ser definido en especificaciones de trilateración, triangulación u otro acercamiento a cálculos trigonométricos computacionales para modelos esféricos o planos de áreas terrestres.

### INCITS
- INCITS 371.1:2003, Information Technology - Real Time Locating Systems (RTLS) - Part 1: 2.4 GHz Air Interface Protocol
- INCITS 371.2:2003, Information Technology - Real Time Locating Systems (RTLS) - Part 2: 433-MHz Air Interface Protocol
- INCITS 371.3:2003, Information Technology - Real Time Locating Systems (RTLS) - Part 3: Application Programming Interface

### Literatura
- Malik, Ajay (2009). RTLS For Dummies. Wiley. p. 384. ISBN 978-0-470-39868-5.
- Indoor Geolocation Using Wireless Local Area Networks (Berichte Aus Der Informatik), Michael Wallbaum (2006) (en inglés)
- Local Positioning Systems: LBS applications and services, Krzysztof Kolodziej & Hjelm Johan, CRC Press Inc (2006) (en inglés)

- Esta obra contiene una traducción parcial derivada de «Real-time locating system» de Wikipedia en inglés, concretamente de esta versión del 13 de mayo de 2017, publicada por sus editores bajo la Licencia de documentación libre de GNU y la Licencia Creative Commons Atribución-CompartirIgual 4.0 Internacional.

- Datos: Q1141977